# 菲尼什鄉
46°38′N 22°19′E / 46.633°N 22.317°E
菲尼什鄉（羅馬尼亞語：Comuna Finiș, Bihor），是羅馬尼亞的鄉份，位於該國西北部，由比霍爾縣負責管轄，面積105平方公里，海拔高度279米，2007年人口3,681，人口密度每平方公里35人。